# Banksia ericifolia
Banksia ericifolia is een houtachtige struik uit de familie Proteaceae. De soort is endemisch in Australië en komt voor in twee onderscheiden regio's van Noord- en Centraal-New South Wales, ten oosten van het Groot Australisch Scheidingsgebergte.
... · 
B. aemula · 
B. attenuata · 
B. baxteri · 
B. brownii · 
B. canei · 
B. ericifolia · 
B. integrifolia · 
B. marginata · 
B. prionotes · 
B. serrata · 
B. sphaerocarpa · 
B. verticillata · 
...